# Bagheta
Bagheta este un film românesc de animație din 1972 scris și regizat de cineastul Gelu Mureșan.

## Prezentare
Sub bagheta unui dirijor, natura devine o orchestră iar componentele ei își recapătă strălucirea originară.